# ملعب ريناتو كوري
ملعب ريناتو كوري (بالإيطالية: Stadio Renato Curi)‏ هو ملعب كرة قدم يقع في مدينة بيروجيا في إيطاليا، بُني في عام 1975، وتبلغ السعة الإجمالية للمتفرجين حوالي 23,625 ألف متفرج، ويعتبر الملعب الرئيسي لنادي بيروجيا لكرة القدم.